# António Costa
António Luís Santos da Costa GCIH • GCC (Lisboa, São Sebastião da Pedreira, 17 de julho de 1961) é um advogado e político português que atualmente serve como o Presidente do Conselho Europeu.
Serviu como o 118.º Primeiro-Ministro de Portugal a partir de 26 de novembro de 2015, presidindo ao XXI (2015–2019), XXII (2019–2022) e XXIII (2022–2024) Governos Constitucionais. Apresentou a demissão em 7 de novembro de 2023, na sequência de investigações da Operação Influencer. Anteriormente, foi secretário de Estado dos Assuntos Parlamentares de 1995 a 1997, ministro dos Assuntos Parlamentares de 1997 a 1999, ministro da Justiça de 1999 a 2002, ministro da Administração Interna de 2005 a 2007 e Presidente da Câmara Municipal de Lisboa de 2007 a 2015. Foi Secretário-Geral do Partido Socialista entre 2014 e 2024.

## Infância e educação
Nascido na freguesia de São Sebastião da Pedreira em Lisboa, António Costa tem origem goesa católica do lado paterno, sendo filho do publicitário e escritor, também militante destacado do Partido Comunista, Orlando da Costa (filho dum goês católico e neto materno duma francesa, descendente direto por varonia de Marada Poi, Brâmane Gaud Saraswat do século XVI) e de sua primeira mulher, a jornalista Maria Antónia Palla, a primeira mulher a integrar a direção do Sindicato dos Jornalistas. É meio-irmão do jornalista Ricardo Costa (filho de Orlando da Costa e de sua segunda mulher, Inácia Martins Ramalho de Paiva); primo em segundo grau do político moçambicano Sérgio Vieira e do socialite José Castelo Branco.
Licenciado em Direito pela Faculdade de Direito da Universidade de Lisboa, foi dirigente associativo da Associação Académica desta Faculdade (AAFDL, 1982–1984) e diretor da Revista da AAFDL (1986–1987). Obteve posteriormente uma pós-graduação em Estudos Europeus, no Instituto Europeu da Universidade Católica Portuguesa.
Foi admitido em 1988 na Ordem dos Advogados, depois de estagiar no escritório de José Vera Jardim e Jorge Sampaio, Jardim, Sampaio, Caldas e Associados (a qual adotou posteriormente a denominação de Jardim, Sampaio, Magalhães e Silva & Associados).

## Carreira profissional e política

### Entrada na política (1975–1995)
Filiou-se na Juventude Socialista com 14 anos de idade, em 1975, onde começou a colar cartazes nos tempos conturbados do Processo Revolucionário em Curso.
Militante do Partido Socialista, a primeira função política que António Costa exerceu foi como membro da Assembleia Municipal de Lisboa, onde se estreou na sequência das eleições autárquicas de 1983; seria reeleito em 1987.
Promovido à direção nacional do PS pelo sampaísta Vítor Constâncio, apoiou Jorge Sampaio para a liderança do partido contra António Guterres, em 1992, e foi o seu diretor de campanha para as eleições presidenciais de 1996.
Depois de dois anos como deputado à Assembleia da República — foi eleito, pela primeira vez, nas legislativas de 1991 — o PS escolheu Costa como cabeça de lista à Câmara Municipal de Loures nas autárquicas de 1993. Por dezenas de votos não conquistou essa autarquia à CDU (PCP-PEV), mas ficaria famosa a corrida que organizou durante a campanha, entre um burro e um Ferrari, na Calçada de Carriche e à hora de ponta, ganha pelo burro, para demonstrar os graves problemas de acessibilidade ao concelho. Apesar da derrota, a campanha dar-lhe-ia, pela primeira vez, alguma visibilidade mediática. Ficaria como vereador, ao mesmo tempo que exercia a função de deputado até 1995.
Precisamente em 1995, na sequência das legislativas ganhas pelo PS, e que levou à formação do XIII Governo Constitucional, Costa estreou-se em funções governativas.

### Participação nos governos de António Guterres (1995–2002)
Apesar de antigo apoiante de Jorge Sampaio (contra Guterres, no mencionado congresso de 1992), Costa entrou no XIII Governo Constitucional, o primeiro de António Guterres, como Secretário de Estado dos Assuntos Parlamentares.
Dois anos depois passava a Ministro dos Assuntos Parlamentares do mesmo governo. Consta aliás que Guterres o convidara para substituir António Vitorino na pasta da Defesa, mas que Costa alegou não ter a experiência necessária para merecer o respeito das chefias militares, e acabou promovido nos Assuntos Parlamentares. No mesmo ano assumiu a coordenação do dossiê da Expo'98, até 1999.
No segundo governo de Guterres, o XIV Governo Constitucional, é-lhe atribuída a pasta da Justiça, da qual se demitiu em 2002.

### Regresso à Assembleia da República e eleição para o Parlamento Europeu (2002–2005)
Apoiou Eduardo Ferro Rodrigues para a sucessão a Guterres e, de volta à Assembleia da República, após as legislativas de 2002, presidiu ao Grupo Parlamentar do PS, de 2002 a 2004.
No processo Casa Pia, no âmbito da detenção de Paulo Pedroso, Costa e Ferro Rodrigues foram alvos de escutas. Um dia antes da detenção do então deputado, a 22 de maio de 2003, Costa — assim como Ferro Rodrigues — tentara "arranjar forma de impedir a detenção [de Pedroso]". Em maio de 2003, no âmbito da detenção do deputado do PS, Paulo Pedroso, por suspeita de 15 crimes de abuso sexual de menores, no âmbito do Processo Casa Pia, António Costa surgiu numa conferência de imprensa, ladeado por Eduardo Ferro Rodrigues, então secretário-geral do PS, e por Paulo Pedroso. Em escutas telefónicas, de maio de 2003, Ferro Rodrigues e António Costa revelaram ter falado do processo Casa Pia, tentando exercer pressão sobre o procurador-geral da República, José Souto Moura, para que este interviesse junto do procurador João Guerra, titular do processo Casa Pia, no sentido de evitar a detenção de Paulo Pedroso. Contudo, ao longo do dia da detenção de Paulo Pedroso, Ferro Rodrigues e António Costa concluíram que a detenção de Paulo Pedroso já era uma decisão exclusivamente dependente do juiz de instrução criminal, Rui Teixeira, e que, consequentemente, um almoço do então presidente da República, Jorge Sampaio, com o procurador-geral da República, no sentido de pressionar Souto Moura para evitar a detenção de Paulo Pedroso, se tinha tornado inútil. António Costa é também escutado a referir que «uma testemunha da judiciária não é fiável», revelando ter conhecimento indevido das testemunhas do processo, e Ferro Rodrigues refere a António Costa que «tou-me cagando [sic] para o segredo de justiça». Posteriormente, a 8 de outubro, Pedroso foi libertado; e em 2018 Portugal foi condenado a pagar uma indemnização pelo Tribunal Europeu dos Direitos Humanos.
Na sequência das eleições europeias de 2004 foi eleito deputado e vice-presidente no Parlamento Europeu, cargo que exerceu até 2005.

### Entrada no governo de José Sócrates (2005–2007)
Apoiante de José Sócrates nas eleições diretas do PS que opuserem este a Manuel Alegre e João Barroso Soares, em 2004, Costa encabeçou a candidatura do PS no círculo de Leiria nas legislativas de 2005. Com a vitória do PS, que alcançou a sua primeira maioria absoluta, Costa foi convidado para o governo de Sócrates, tornando-se assim Ministro de Estado e da Administração Interna do XVII Governo Constitucional.

### Presidência da Câmara de Lisboa (2007–2015)
Em 2007 José Sócrates, primeiro-ministro e líder do PS propõe a Costa que encabece a candidatura do partido à Câmara Municipal de Lisboa, que realizava eleições intercalares após a demissão de António Carmona Rodrigues. Sucedido no ministério pelo então juiz do Tribunal Constitucional Rui Pereira, Costa seria eleito Presidente da Câmara Municipal com 29,54% dos votos, contra Fernando Negrão, do PSD. Conseguiria a reeleição em 2009, com 40,22% dos votos, e em 2013, com 50,91% dos votos.[carece de fontes?]
António Costa participou no programa de debate político da SIC Notícias, Quadratura do Círculo, entre 2008 e 2014.[carece de fontes?]
Renunciou ao mandato a 6 de abril de 2015, sucedendo-lhe nesse mesmo dia Fernando Medina.

### Secretário-geral do Partido Socialista e primeiro-ministro (2014–2024)
Em 2014, após as eleições europeias, anunciou que iria disputar a liderança do PS a António José Seguro, que marcou eleições primárias para 28 de setembro. Viria a sair vencedor nestas eleições, com 67,88% dos votos, contra 31,65% de Seguro, que se demitiu do cargo de secretário-geral do PS nesse mesmo dia. Costa passou a ser o candidato do partido ao cargo de Primeiro-Ministro nas eleições legislativas de 2015. Na sequência da demissão de Seguro, realizaram-se eleições diretas para o cargo de secretário-geral do PS a 21 e 22 de novembro, às quais António Costa foi candidato sem oposição, tendo sido eleito com cerca de 22 mil votos (96% do total).
Como secretário-geral do Partido Socialista e candidato a formar governo, António Costa fez um conjunto de promessas a realizar se no futuro estiver no governo. Chegou mesmo a afirmar que "os portugueses não suportam mais promessas que não possam ser cumpridas. E o país numa fase de depressão, não suporta mais a frustração de programas eleitorais depois não cumpridos".

#### Legislativas de 2015
Na sequência desta tomada de posição do líder do Partido Socialista, e após uma surpreendente derrota nas eleições legislativas para a Assembleia da República a 4 de Outubro de 2015, para a coligação Portugal à Frente (PàF) dos partidos PSD/CDS que liderou Portugal entre 2011 e 2015, mas que não conseguiu uma maioria parlamentar apenas com os seus deputados eleitos, António Costa, astuciosamente, procura e consegue entendimentos com a Coligação Democrática Unitária e com o Bloco de Esquerda.
Várias figuras dentro do Partido Socialista demonstraram o seu descontentamento com uma coligação entre o PS e os partidos à sua esquerda. Uma delas foi Sérgio Sousa Pinto, que, a 10 de Outubro, apresentou a sua demissão dos órgãos nacionais do partido em protesto.
O XX Governo Constitucional, da coligação PAF, foi empossado a 30 de Outubro de 2015. No entanto, a 10 de Novembro de 2015, uma moção de rejeição ao programa do Governo foi aprovada com os votos do PS, BE, PCP, PEV e PAN, obrigando à queda do governo. Impossibilitado de convocar novas eleições legislativas, por se encontrar nos seis últimos meses do seu mandato, o presidente Cavaco Silva, após ouvir os sete partidos com representação parlamentar (PSD, PS, CDS/PP, BE, PCP, PEV e PAN), indigitou, a 24 de Novembro, António Costa como Primeiro-Ministro, cujo XXI Governo tomou posse a 26 de Novembro de 2015. 

#### Legislativas de 2019
Eleito com maioria relativa a 6, a 26 de Outubro de 2019 tomou novamente posse do cargo de Primeiro-Ministro do XXII Governo, com o apoio oficioso ocasional do BE ou com a abstenção do PAN.
A 23 de janeiro de 2021 foi noticiado que escutas suas em conversa com o Ministro do Ambiente e da Ação Climática vão assumir relevância numa fase mais adiantada do processo sobre a concessão da exploração de hidrogénio verde em Sines ao consórcio EDP-Galp-REN e devem, por isso, ser conservadas, de acordo com os Procuradores.
A 30 de janeiro de 2022, o PS, liderado por António Costa, obteve maioria absoluta com 41% dos votos e 120 deputados, tendo António Costa formado o XXIII Governo para a legislatura 2022–2026.

#### Demissão
António Costa apresentou o pedido de demissão das funções de Primeiro-Ministro a 7 de novembro de 2023, na sequência de buscas conduzidas pelo Ministério Público ao seu gabinete, e na constituição como arguidos dos ministros João Galamba e Duarte Cordeiro.
António Costa apresentou quatro nomes ao presidente da república, Marcelo Rebelo de Sousa para o sucederem no cargo, assegurarem o cumprimento da legislatura e evitar a realização de eleições antecipadas: Mário Centeno, António Vitorino, Carlos César e Augusto Santos Silva, no entanto, o presidente da República anunciou que dissolve a Assembleia da República e convocou eleições legislativas antecipadas para 10 de março de 2024. António Costa será sucedido na liderança do PS por um dos dois candidatos já anunciados, Pedro Nuno Santos ou José Luís Carneiro.
A 15 de novembro de 2023, na sequência da demissão de João Galamba, assumiu as funções de ministro das Infraestruturas em regime de acumulação.

### Presidência do Conselho Europeu (2024–)
Em junho de 2024, foi eleito presidente do Conselho Europeu, sendo o primeiro membro do grupo dos Socialistas e Democratas a exercer o cargo. Assumiu funções a 1 de dezembro de 2024.

## Vida pessoal
Casou em Lisboa, na 6.ª Conservatória do Registo Civil, a 31 de julho de 1987 com Fernanda Maria Gonçalves Tadeu (Lisboa, 18 de outubro de 1959), com quem tem um filho e uma filha, Pedro Miguel Tadeu Costa (24 de julho de 1990), antigo aluno do Colégio Moderno e estudante de Direito na Faculdade de Direito da Universidade de Lisboa, alma mater de seu pai, e Catarina Tadeu Costa (16 de maio de 1993).[carece de fontes?]

## Funções governamentais e autárquicas exercidas
- Presidente do Conselho Europeu de 1 de janeiro de 2021 a 30 de junho de 2021
- Primeiro-ministro do XXI (2015–2019), XXII (2019–2022) e XXIII (2022–2024) Governos Constitucionais
- Presidente da Câmara Municipal de Lisboa de 1 de agosto de 2007 a 6 de abril de 2015
- Ministro de Estado e da Administração Interna do XVII Governo Constitucional de Portugal de 12 de março de 2005 a 17 de maio de 2007
- Vice-Presidente do Parlamento Europeu entre 2004 e 2005
- Ministro da Justiça do XIV Governo Constitucional de Portugal de 25 de outubro de 1999 a 6 de abril de 2002
- Ministro dos Assuntos Parlamentares do XIII Governo Constitucional de Portugal de 25 de novembro de 1997 a 25 de outubro de 1999
- Secretário de Estado dos Assuntos Parlamentares do XIII Governo Constitucional de Portugal de 30 de outubro de 1995 a 25 de novembro de 1997

## Resultados eleitorais

### Eleições legislativas
| Data | Partido     | Partido | Circulo eleitoral | Posição     | Cl.     | Votos        | %            | +/-    | Status                                            | Notas |
| ---- | ----------- | ------- | ----------------- | ----------- | ------- | ------------ | ------------ | ------ | ------------------------------------------------- | ----- |
| 1991 |             | PS      | Lisboa            | 8.º (em 50) | 2.º     | 365 112      | 29,7 / 100,0 |        | Eleito                                            |       |
| 1995 | 9.º (em 50) | PS      | Lisboa            | 1.º         | 559 551 | 44,3 / 100,0 | 14,6         | Eleito |                                                   |       |
| 2002 | Leiria      | PS      | 1.º (em 10)       | 2.º         | 70 339  | 29,5 / 100,0 |              | Eleito | Presidente do Grupo Parlamentar do PS (2002–2004) |       |
| 2015 | Lisboa      | PS      | 1.º (em 47)       | 2.º         | 386 534 | 33,5 / 100,0 |              | Eleito | Primeiro-Ministro Secretário-Geral do PS          |       |
| 2019 | Lisboa      | PS      | 1.º (em 48)       | 1.º         | 404 677 | 36,7 / 100,0 | 3,2          | Eleito | Primeiro-Ministro Secretário-Geral do PS          |       |
| 2022 | Lisboa      | PS      | 1.º (em 48)       | 1.º         | 482 606 | 40,8 / 100,0 | 4,1          | Eleito | Primeiro-Ministro Secretário-Geral do PS          |       |

### Eleições autárquicas

#### Câmaras Municipais
| Data | Partido | Partido | Concelho    | Posição     | Cl.     | Votos        | %            | +/-    | Status                                               | Notas    |
| ---- | ------- | ------- | ----------- | ----------- | ------- | ------------ | ------------ | ------ | ---------------------------------------------------- | -------- |
| 1993 |         | PS      | Loures      | 1.º (em 11) | 2.º     | 53 335       | 33,7 / 100,0 |        | Eleito                                               | Vereador |
| 2007 | Lisboa  | PS      | 1.º (em 17) | 1.º         | 57 907  | 29,5 / 100,0 |              | Eleito | Presidente da Câmara Municipal de Lisboa (2007–2015) |          |
| 2009 | Lisboa  | PS      | 1.º (em 17) | 1.º         | 123 372 | 44,0 / 100,0 | 14,5         | Eleito | Presidente da Câmara Municipal de Lisboa (2007–2015) |          |
| 2013 | Lisboa  | PS      | 1.º (em 17) | 1.º         | 116 425 | 50,9 / 100,0 | 6,9          | Eleito | Presidente da Câmara Municipal de Lisboa (2007–2015) |          |

#### Assembleias Municipais
| Data | Partido | Partido | Concelho | Posição | Cl.    | Votos        | %            | +/-    | Status | Notas |
| ---- | ------- | ------- | -------- | ------- | ------ | ------------ | ------------ | ------ | ------ | ----- |
| 1982 |         | PS      | Lisboa   |         | 2.º    | 132 746      | 27,7 / 100,0 |        | Eleito |       |
| 1985 |         | PS      | Lisboa   | 3.º     | 84 305 | 21,3 / 100,0 |              | Eleito |        |       |

### Eleições europeias
| Data | Partido | Partido | Posição    | Cl. | Votos     | %            | Status | Notas                                              |
| ---- | ------- | ------- | ---------- | --- | --------- | ------------ | ------ | -------------------------------------------------- |
| 2004 |         | PS      | 1º (em 24) | 1.º | 1 516 001 | 44,5 / 100,0 | Eleito | Vice-Presidente do Parlamento Europeu (2004–2005). |

### Eleições para candidato do Partido Socialista a Primeiro-Ministro
| Data | Cl. | Votos   | %            | Status |
| ---- | --- | ------- | ------------ | ------ |
| 2014 | 1.º | 120 188 | 67,8 / 100,0 | Eleito |

## Condecorações
- Grã-Cruz da Ordem do Infante D. Henrique de Portugal (1 de março de 2006)[19]
- Grã-Cruz da Ordem do Mérito Real da Noruega (25 de setembro de 2009)[20]
- Cruz de 3.ª Classe da Ordem da Terra Mariana da Estónia (16 de julho de 2010)[20]
- Grã-Cruz da Ordem do Mérito da Lituânia (16 de julho de 2010)[20]
- Grã-Cruz da Ordem do Mérito do Chile (31 de agosto de 2010)[20]
- Grã-Cruz da Ordem de São Gregório Magno da Santa Sé / Vaticano (3 de setembro de 2010)[20]
- Grã-Cruz da Ordem Pro Merito Melitensi da Ordem Soberana e Militar de Malta (23 de novembro de 2010)[20]
- Comendador com Estrela da Ordem da Polónia Restituta da Polónia (18 de julho de 2012)[20]
- Comendador da Ordem de Rio Branco do Brasil (19 de maio de 2014)[20]
- Grã-Cruz da Ordem do Tesouro Sagrado do Japão (16 de fevereiro de 2015)[20]
- Grande-Oficial da Ordem do Mérito da Polónia (16 de fevereiro de 2015)[20]
- Grã-Cruz da Ordem de Carlos III de Espanha (25 de novembro de 2016)[20]
- Grã-Cruz da Ordem de Honra da Grécia (21 de abril de 2017)[20]
- Grã-Cruz da Ordem do Mérito do Luxemburgo (28 de junho de 2019)[20]
- Grã-Cruz da Ordem de Rio Branco do Brasil (29 de maio de 2023)[20]
- Grã-Cruz da Ordem de Pio IX da Santa Sé / Vaticano (12 de setembro de 2023)[20]
- Medalha da Ordem Nacional das Colinas do Boé da Guiné-Bissau (17 de novembro de 2023)[20]
- Grã-Cruz da Ordem Militar de Cristo de Portugal (25 de novembro de 2024)[19]